# Lille storbyteater
Lille storbyteater er en dansk ordning, hvor staten og kommunen giver en samlet støtte til teatre. Udtrykket omtales i Bekendtgørelse – Små storbyteatre nr. 217 af 22. marts 1996. Ordningen blev etableret i 1995, hvor den tidligere støtteordning kaldet egnsteaterstøtte blev opdelt i to, således at den bestod af to puljer; én til de små storbyteatre, som indbefattede teatre i København, Frederiksberg, Odense, Aalborg og Aarhus Kommune, mens den anden pulje bestod af egnsteatre i resten af landets kommuner.
Ved oprettelsen af ordningen var fordelingen at midlerne kom 50% fra hver, men dette er siden ændret. Således kom 35% af midlerne fra staten og 65% fra kommunerne.
Listen over små storbyteatre tæller:
- Teater V
- Sort/Hvid
- Teater ZeBU
- Teater Grob
- Teatret ved Sorte Hest
- Husets Teater
- Det Lille Teater & Marionet Teatret
- Teater Zeppelin
- Grønnegårds Teatret
- Teater Hund & Co
- Sydhavn Teater
- Anemoneteatret
- Nørregaards Teater
- Teater Momentum
- Den Fynske Opera
- Teater Nordkraft
- Bora Bora
- Svalegangen
- Gruppe 38
- Filuren